# Железнодорожные происшествия в России 2013 года
Список крушений, терактов и известных аварий, произошедших на железных дорогах Российской Федерации в 2013 году.

## Список
- 1 января — на станции Мытищи Московской железной дороги произошло жесткое сцепление с составом маневрового тепловоза ОАО «ВИП-Транс» и последующее возгорание двух цистерн в составе грузового поезда. Машинист тепловоза находился в состоянии алкогольного опьянения[1].

- 5 января — в Амурской области, на перегоне Ларба — Элькаган Дальневосточной железной дороги произошёл сход с рельсов 26 порожних цистерн грузового поезда. Было разрушено 100 метров железнодорожного полотна пути, повреждена одна опора линии автоблокировки. Причина — излом хребтовой балки вагона[1].

- 10 января — в Амурской области, на перегоне Красная Падь — Дактуй Забайкальской железной дороги произошёл сход с рельсов 6 вагонов с углём грузового поезда. Причина — излом боковой рамы полувагона[1].

- 12 января — в 05:10 по московскому времени в Слюдянском районе Иркутской области на 5337 км Транссибирской магистрали Восточно-Сибирской железной дороги произошёл сход 22 вагонов с углём грузового поезда (в составе 66 вагонов) с последующим столкновением со встречным одиночным локомотивом. Погибли 2 человека. Причиной крушения стал излом боковой рамы тележки грузового вагона[2][3].

- 22 января — в Амурской области, на перегоне Аячи — Ерофей Павлович Забайкальской железной дороги произошёл сход с рельсов 11 вагонов грузового поезда. Были повреждены три столба и 150 метров пути. Причина — техническая неисправность (сужение) пути[1].

- 25 января — в Чувашии, на перегоне Вурнары — Шумерля Горьковской железной дороги произошёл сход с рельсов 11 вагонов грузового поезда с последующим столкновением со снегоочистителем. Причина — излом боковой рамы вагона[1][4].

- 2 марта:
  - в Бурятии, на перегоне Боярск — Посольская Восточно-Сибирской железной дороги произошёл сход с рельсов 25 вагонов с целлюлозой грузового поезда. Движение по участку было остановлено на 20 часов. Причина — излом боковой рамы тележки вагона[1].
  - в Забайкальском крае, на перегоне Маккавеево — Дарасун Забайкальской железной дороги произошёл сход с рельсов 5 вагонов грузового поезда. Причина — излом боковой рамы тележки вагона.

- 16 марта — в Забайкальском крае, на перегоне Малоковали — Аячи Забайкальской железной дороги произошёл сход с рельсов 6 вагонов с углём грузового поезда, два из них перевернулись. Причина — излом боковой рамы тележки вагона[1].

- 18 марта — в Амурской области, на перегоне Серышево — Украина Забайкальской железной дороги произошёл сход с рельсов 4 вагонов грузового поезда. Причина — излом колесной пары вагона[1].

- 3 апреля — в Амурской области, на перегоне Имангракан — Тас-Юрях Дальневосточной железной дороги произошёл сход с рельсов 18 вагонов грузового поезда. Причина — излом боковой рамы тележки вагона[1].

- 15 апреля — в Забайкальском крае, на перегоне Дарасун — Туринская Забайкальской железной дороги произошёл сход с рельсов 7 вагонов грузового поезда. Причина — излом боковой рамы тележки вагона[1].

- 8 мая — в 11:57 на станции Киров произошел несанкционированный перевод стрелки под составом и повреждение колесных пар двух вагонов пассажирского поезда № 199 сообщением Челябинск — Санкт-Петербург. Два последних вагона были отцеплены от состава, который продолжил движение по маршруту. Пассажиры этих вагонов размещены на свободные места этого же поезда. В результате происшествия пострадавших нет. Из-за аварии были задержаны 10 поездов дальнего следования. Причина — нарушение техники безопасности при ремонте кабеля сигнализации[5].

- 9 мая — в 01:40 по московскому времени на станции Белая Калитва Ростовской области Северо-Кавказской железной дороги произошёл сход с рельсов локомотива и 51 вагона грузового поезда № 2035 (в составе 69 вагонов), с последующим возгоранием 7 и детонацией 1 цистерны с газом (пропан). В результате схода повреждены до степени исключения из инвентарного парка 3 секции локомотива 2ТЭ116, 45 вагонов, 3 вагона повреждены в объёме капитального ремонта, 3 вагона — в объёме деповского ремонта. В результате пожара и последующего взрыва были разрушены ряд зданий и жилых домов в городе Белая Калитва, пострадало 52 человека, 18 из них были госпитализированы. На время ликвидации последствий сотни жителей были эвакуированы[6]. Причиной крушения, по предварительным данным, стал сон локомотивной бригады ТЧЭ Максим Горький (машинист Дойчев и помощник машиниста Рябов), в результате чего состав превысил допустимую скорость на 55 км/час и сошёл с рельсов при въезде на боковой путь станции Белая Калитва на скорости свыше 95 км/час[7].

- 23 мая — в 13:04 в Златоусте (Челябинская область) на 1946 км перегона Златоуст — Уржумка Южно-Уральской железной дороги из-за неудовлетворительного состояния пути произошёл сход с рельсов 15 полувагонов грузового состава № 2314. Были повреждены опора контактной сети и 150 метров железнодорожного полотна. Движение пассажирских поездов в обоих направлениях было организовано изменённым маршрутом через участки Челябинск — Карталы — Белорецк — Уфа и Бердяуш — Михайловский завод — Дружинино — Екатеринбург. 24 мая ремонтные работы были завершены, движение открыто в 03:40 московского времени[8].

- 22 июня — в Забайкальском крае, на перегоне Таптугары — Семиозерный Забайкальской железной дороги произошёл сход с рельсов 4 вагонов скорого поезда № 144 сообщением Пенза — Владивосток. Никто не пострадал. Предварительная причина — техническая неисправность (выброс) пути[1].

- В ночь с 27 июня на 28 июня — в Амурской области, на перегоне Мухинская — Ту Забайкальской железной дороги грузовым поездом были сбиты и скончались на месте 5 работников Шимановской дистанции пути. По предварительным данным ЧП произошло из-за нарушений техники безопасности — путейцы во время движения в колее не выставили на дороге сигналистов, а бригада поезда не увидела их из-за неисправности прожектора[1].

- 2 июля — в Краснодарском крае, на перегоне Шепси — Туапсе Северо-Кавказской железной дороги селевой поток сошел на пути, по которым в это время проходил поезд № 680 сообщением Адлер — Владикавказ. Произошел сход одной секции локомотива и двух вагонов поезда. Пассажиры не пострадали. Движение на перегоне было приостановлено на 12 часов, задержано 22 поезда[1].

- 7 июля — в 16:52 в Краснодарском крае, на перегоне Кисляковка — Крыловская Северо-Кавказской железной дороги произошел сход с рельсов 9 вагонов скорого поезда № 140 сообщением Новосибирск — Адлер, 5 из них опрокинулись. Были повреждены 2 опоры контактной сети и 200 метров пути. За медицинской помощью обратились более 100 человек, 17 из них было госпитализировано. Движение по участку полностью восстановлено в 15 часов 8 июля. Из-за аварии были отправлены в объезд 6 пассажирских поездов. Предварительная причина — техническая неисправность (выброс) пути[9][10].

- 26 августа — в 6:45 в Москве на 34-м километре Курского направления возле станции Щербинка электропроезд № 6422 сообщением Серпухов — Нахабино столкнулся с легковым автомобилем «Chevrolet Lacetti», выехавшим на железнодорожный переезд при открытом положении шлагбаума. Водитель автомобиля в тяжёлом состоянии госпитализирован. В случившемся признан виновным дежурный по переезду, самовольно открывший шлагбаум для пропуска автомобилей[11].

- 30 августа — в 8:56 в Челябинской области на 12-м пути станции Златоуст Южно-Уральской железной дороги с рельсов сошли два грузовых вагона. Пострадавших нет, задержки движения поездов не было — их пустили по соседним путям. На месте происшествия проводились аварийно-восстановительные работы[12].

- 6 сентября — в Пензенской области, на перегоне Вертуновская-Тамала Юго-Восточной железной дороги, произошёл сход с рельсов локомотива скорого поезда № 238 сообщением Мурманск-Астрахань. Машинист поезда применил экстренное торможение, чтобы избежать наезда на участок, на котором производился несогласованный ремонт пути.

- 10 сентября — в Забайкальском крае, на перегоне Урульга-Зубарево сошли с рельсов 15 вагонов с углем, 8 из них перевернулись. Ущерб составил 12 миллионов 443 тысячи рублей. Причина — нарушение техники безопасности при производстве путевых работ[13].

- 26 сентября — в Костромской области, на станции Буй сошли с рельсов 3 вагона с пропаном. Причина схода — выкрашивание остряка стрелки.

- 14 октября:
  - в Курганской области, на станции Утяк сошли с рельсов 2 вагона товарного поезда. Причина схода — излом боковой рамы тележки вагона.
  - в Свердловской области, на станции Верх-Нейвинск при производстве маневровой работы из-за ошибки локомотивной бригады сошли с рельсов 4 вагона грузового поезда.

- 1 ноября — в Оренбургской области, на станции Абдулино столкнулись 2 товарных поезда, с рельсов сошёл локомотив. Причина — невнимательность локомотивной бригады, допустившей проезд запрещающего сигнала светофора[14].

- 29 декабря — взрыв на железнодорожном вокзале в Волгограде, осуществлённый террористом-смертником. В результате теракта погибло 18 человек, 45 ранено[15].